# Slate Springs
Slate Springs és una població dels Estats Units a l'estat de Mississipi. Segons el cens del 2000 tenia 121 habitants.

## Demografia
Segons el cens del 2000, Slate Springs tenia 121 habitants, 49 habitatges, i 34 famílies. La densitat de població era de 32,4 habitants per km².
Dels 49 habitatges en un 24,5% hi vivien nens de menys de 18 anys, en un 59,2% hi vivien parelles casades, en un 8,2% dones solteres, i en un 30,6% no eren unitats familiars. En el 28,6% dels habitatges hi vivien persones soles el 16,3% de les quals corresponia a persones de 65 anys o més que vivien soles. El nombre mitjà de persones vivint en cada habitatge era de 2,47 i el nombre mitjà de persones que vivien en cada família era de 3.
Per edats la població es repartia de la següent manera: un 24% tenia menys de 18 anys, un 9,1% entre 18 i 24, un 28,9% entre 25 i 44, un 24,8% de 45 a 60 i un 13,2% 65 anys o més.
L'edat mediana era de 34 anys. Per cada 100 dones de 18 o més anys hi havia 87,8 homes.
La renda mediana per habitatge era de 26.875 $ i la renda mediana per família de 39.375 $. Els homes tenien una renda mediana de 30.417 $ mentre que les dones 20.417 $. La renda per capita de la població era d'11.322 $. Entorn del 26,3% de les famílies i el 27,3% de la població estaven per davall del llindar de pobresa.

## Poblacions més properes
El següent diagrama mostra les poblacions més properes.